# Righteous
Righteous je druhé sólové studiové album amerického kytaristy Harveyho Mandela. Vydalo jej v roce 1969 hudební vydavatelství Philips Records. Stejně jako u předchozí nahrávky byl producentem alba Abe Kesh. Na albu se jako aranžér podílel Shorty Rogers. V hitparádovém žebříčku Billboard 200 se album umístilo na 187. příčce.

## Seznam skladeb
| Pořadí | Název            | Autor             | Délka |
| ------ | ---------------- | ----------------- | ----- |
| 1.     | Righteous        | Harvey Mandel     | 3:21  |
| 2.     | Jive Samba       | Nat Adderley      | 3:11  |
| 3.     | Love of Life     | Mandel, Bob Jones | 3:11  |
| 4.     | Poontang         | Jones             | 3:52  |
| 5.     | Just a Hair More | Mandel            | 3:36  |
| 6.     | Summer Sequence  | Ralph Burns       | 4:12  |
| 7.     | Short's Stuff    | Shorty Rogers     | 7:24  |
| 8.     | Boo-Bee-Doo      | Duane Hitchings   | 3:55  |
| 9.     | Campus Blues     | Mandel            | 4:42  |

## Obsazení
- Harvey Mandel – kytara
- Bob West – basa
- Art Stavro – basa
- Duane Hitchings – varhany
- Bob Jones – kytara, bicí, zpěv
- Howard Roberts – kytara
- Earl Palmer – bicí, konga, cabasa
- Eddie Hoh – bicí
- Pete Jolly – klavír
- Bill Perkins – saxofon
- Ernie Watts – saxofon
- Gene Cipriano – saxofon
- Jack Nimitz – saxofon
- Plas Johnson – saxofon
- Lew McCreary – pozoun
- Mike Barone – pozoun
- Pete Myers – pozoun
- Richard Leith – pozoun
- Buddy Childers – trubka
- John Audino – trubka
- Ollie Mitchell – trubka
- Stan Fishelson – trubka
- Victor Feldman – vibrafon